# جو کوری
جو کوری (انگلیسی: Joe Curry; January quarter, 1887 – ۱ آوریل ۱۹۳۶) بازیکن فوتبال اهل بریتانیا بود.
از باشگاه‌هایی که در آن بازی کرده‌است می‌توان به باشگاه فوتبال ساوت‌همپتون و باشگاه فوتبال منچستر یونایتد اشاره کرد.